# Aldo Gordini
Aldo Gordini, francoski dirkač Formule 1, * 20. maj 1921, Bologna, Italija, † 28. januar 1995, Pariz, Francija.
Aldo Gordini je pokojni francoski dirkač Formule 1 in sin Amédéeja Gordinina, ustanovitelja tovarne Gordini. V svoji karieri je nastopil le na domači dirki za Veliko nagrado Francije v sezoni 1951, kjer je z dirkalnikom Simca-Gordini T11 odstopil v sedemindvajsetem krogu zaradi odpovedi motorja. Umrl je leta 1995.

## Popolni rezultati Formule 1
(legenda) (odebeljene dirke pomenijo najboljši štartni položaj, poševne pa najhitrejši krog, †-uvrščen kljub odstopu)
| Leto | Moštvo         | Šasija            | Motor   | 1   | 2   | 3   | 4       | 5  | 6   | 7   | 8   | 9 | Prv | Toč |
| ---- | -------------- | ----------------- | ------- | --- | --- | --- | ------- | -- | --- | --- | --- | - | --- | --- |
| 1951 | Equipe Gordini | Simca-Gordini T11 | Gordini | ŠVI | 500 | BEL | FRA Ret | VB | NEM | ITA | ŠPA | - | 0   |     |